# 헤닝 폰 트레슈코프
헤닝 헤르만 카를 로베르트 폰 트레슈코프(독일어: Henning Hermann Karl Robert von Tresckow: 1901년 1월 10일-1944년 7월 21일)는 독일의 육군 장교다. 최종 계급 소장. 비더슈탄트 운동의 주요 참여자였다. 1943년 3월 13일 히틀러 암살을 기도했으며, 이후 반란진압 계획을 빙자한 쿠데타 계획인 발키리 작전을 입안했다. 제2군 장군참모장으로서 동부전선에서 종군하던 중 1944년 7월 20일 음모가 실패로 돌아갔음을 이튿날 전달받고 수류탄으로 자살했다.
| 전임 중장 구스타프 하르테네크 | 제6대 제2군 장군참모장 1943년 10월 20일-1944년 7월 21일 | 후임 대령 G. 폰 셰벤 |